# Пробіотик
Пробіо́тики, еубіотики — живі мікроорганізми, які можуть позитивно впливати на здоров'я людини, нормалізувати склад і функції мікрофлори шлунково-кишкового тракту (найчастіше це біфідобактерії і лактобацили, здатні проявляти антагонізм проти патогенних й умовно-патогенних мікробів). Це також речовини мікробного або не мікробного походження, які при природному способі введення сприяють гомеостазу за рахунок нормалізації мікрофлори у організмі; засоби підтримки балансу кишкової мікрофлори на оптимальному рівні та її корекції.
За визначенням Р. Фуллера, пробіотики — це живі мікробіологічні харчові добавки, які уражають шкідливі мікроорганізми, відновлюючи мікробний баланс кишки.
Пробіотики містять потенційно корисні бактерії або дріжджі, частіше за все молочнокислі бактерії.
Молочнокислі бактерії використовуються в харчовій промисловості протягом багатьох років, тому що вони можуть перетворювати цукор (зокрема лактозу) та інші вуглеводи на молочну кислоту. Це не тільки забезпечує характерний кислий смак молочнокислих продуктів, таких як кефір, але і служить консервантом, знижуючи pH і створюючи менше можливостей для росту інших організмів.
Нове покоління пробіотиків має в основі генетично модифіковані (рекомбінантні) штами мікроорганізмів із заданими властивостями.
Хоч, деякі докази свідчать про переваги пробіотиків, такі як зменшення шлунково-кишкового дискомфорту, покращення імунного здоров'я, проте, їхня доказова база все ще не є ґрунтовною настільки, щоб зупинити наукові суперечки щодо ефективності чи неефективності пробіотиків.

## Термінологія
У звіті Всесвітньої організації охорони здоров'я (ВООЗ) за жовтень 2001 року пробіотики описані як «живі мікроорганізми, які при введенні в достатній кількості сприяють здоров'ю хазяїна».
Дотримуючись цього визначення, робоча група, скликана Продовольчою та сільськогосподарською організацією (ПСО (FAO))/ВООЗ у травні 2002 року, випустила Рекомендації щодо оцінки пробіотиків у продуктах харчування. Консенсусне визначення терміну пробіотики, засноване на наявній інформації та наукових доказах, було прийнято після згаданої спільної експертної консультації між ПСО ООН та ВООЗ. Ці зусилля супроводжувалися вимогами місцевих урядових і наддержавних регуляторних органів щодо кращої характеристики обґрунтувань заяв про здоров'я.
Ця перша глобальна спроба була продовжена в 2010 році; дві експертні групи науковців і представників промисловості зробили рекомендації щодо оцінки та підтвердження тверджень стосовно пробіотиків для здоров'я. Ті самі принципи випливають із цих двох груп, які були викладені в «Керівництві» ФАО/ВООЗ у 2002 році. Це визначення, незважаючи на те, що воно широко поширене, не є прийнятним для Європейського органу з безпеки харчових продуктів, оскільки воно містить твердження про здоров'я, яке не піддається вимірюванню.
Група наукових експертів зібралася в Канаді в жовтні 2013 року для обговорення сфери застосування та відповідного використання терміну «пробіотик», змінивши визначення на «живі мікроорганізми, які при введенні в достатніх кількостях приносять користь здоров'ю хазяїна».
Станом на 2025 рік, проблема визначення терміну залишається не до кінця вирішеною.

## Історія
Вперше термін «пробіотики» був запропонований у 1954 році F. Vergio, який проводив порівняння різних сполук, що характеризуються антимікробними й позитивними ефектами на кишкову мікрофлору. Зокрема, вони сприяють розкладу молочного цукру у випадку незасвоєння лактози, профілактиці діареї, підвищенню вмісту у товстій кишці ферментів, які стимулюють імунну систему.
Пізніше Lilly & Stillwell (1965) під терміном пробіотики запропонували розуміти живі мікроорганізми, які підсилюють ріст інших мікроорганізмів.

### Основні групи пробіотиків
До основних груп пробіотиків відносять:
- Пробіотики на основі живих мікроорганізмів;
- Пробіотики на основі метаболітів або структурних компонентів представників нормальної мікрофлори;
- Пробіотики на основі сполук бактеріального чи іншого походження, які стимулюють ріст і активність біфідобактерій і лактобацил — представників нормальної мікрофлори;
- Пробіотики на основі комплексу живих мікроорганізмів, їхніх структурних компонентів, метаболітів у різних поєднаннях і сполуках, які стимулюють ріст представників нормальної мікрофлори;
- Пробіотики на основі генно-інженерних штамів мікроорганізмів, їхніх структурних компонентів і метаболітів із заданими характеристиками;
- Пробіотичні продукти харчування на основі живих мікроорганізмів, їхніх метаболітів, інших сполук бактеріального, рослинного або тваринного походження, здатних підтримувати й відновлювати здоров'я через корекцію екології мікрофлори  організму.

## Вимоги
Пробіотики повинні відповідати наступним вимогам:
- позитивно впливати на організм хазяїна;
- не спричиняти побічних ефектів при тривалому застосуванні;
- мати колонізаційний потенціал, тобто зберігатися у травному тракті до досягнення максимального позитивного ефекту (бути стійкими до низької рН, жовчних кислот, антибактеріальних субстанцій, які продукує патогенна мікрофлора);
- мати стабільну клінічну ефективність.

Пребіотичними харчовими компонентами гіпотетично можуть вважатися будь-які фізіологічно активні речовини, якщо вони відповідають певним вимогам:
| Обов'язкові вимоги | Рекомендовані вимоги |
| --- | --- |
| - відсутність гідролізу та адсорбції у верхніх відділах шлунково-кишкового тракту - здатність вибірково піддаватися ферментації під впливом одного або обмеженої кількості потенційно корисних бактерій-коменсалів кишки, у яких спостерігається активізація метаболізму або прискорення росту | - здатність зміщувати баланс шлунково-кишкової мікробіоти у бік домінування корисної мікрофлори завдяки стимулюванню сахаролітичної та пригнічення алкалофільної і аерофільної мікрофлори - здатність діставатися периферійних ділянок товстої кишки з огляду на їхню важливість в етіології захворювань шлунково-кишкового - тракту, а також онкологічних хвороб |

## Функція
Пробіотичні бактеріальні культури призначені допомогти організму відновити порушену флору кишки. Їх рекомендують лікарі та дієтологи після курсу антибіотиків, або як частину лікування таких хвороб як кандидоз. Багато пробіотиків присутні в природних джерелах, наприклад Lactobacillus в йогурті/кефірі та квашеній капусті.
Для пояснення причин використання пробіотиків слід уявляти, що здоровий організм має свою мікроорганізмову екосистему, відому як флора кишки. Вона може бути виведена із рівноваги широким рядом обставин, зокрема використанням антибіотиків та інших ліків, надлишком алкоголю, стресом, хворобами, отруйними речовинами та навіть використанням антибактеріального мила. У таких випадках корисні бактерії можуть бути знищені або значно зменшені у числі, що дозволяє шкідливим бактеріям вільно рости, здійснюючи шкідливий вплив на здоров'я людини.

## Регулювання
Станом на 2019 рік Європейське агентство з безпеки харчових продуктів відхилило всі петиції комерційних виробників щодо заяв про здоров'я пробіотичних продуктів у Європі через недостатню кількість доказів причинно-наслідкового механізму користі, отже, непереконливих доказів ефективності. Європейська комісія заборонила вміщувати слово «пробіотик» на упакуванні продуктів, оскільки таке маркування вводить споживачів в оману, вважаючи, що продукт приносить користь для здоров'я, хоча немає наукових доказів, щоб продемонструвати цей вплив на здоров'я.
Перспективна свого часу міжнародна наукова організація «Мікробна екологія в здоров'ї та хворобі», яка вивчала також вплив пробіотиків на здоров'я людини, була закрита у 2018 році із багатьох причин, серед яких слабка доказовість наукових досліджень.